# Johann Fröhlich (Widerstandskämpfer)
Johann Fröhlich, auch Hans Fröhlich (geboren 21. November 1911; gestorben 15. Juli 1934 in Kaltenleutgeben) war ein österreichischer Arbeiter und Widerstandskämpfer gegen den Austrofaschismus. Er zählte zu den Februarkämpfern und wurde auf der Predigerstuhlwiese während einer Kundgebung erschossen.

## Leben und Ehrung
Fröhlich war bei den Kinderfreunden, danach bei der Sozialistischen Arbeiterjugend und den Wehrsportlern aktiv. Er war in der Grenzgasse 26 (heute Ketzergasse) in Liesing wohnhaft. Am 15. Juli 1934 kam es auf der Predigerstuhlwiese zu einer nicht genehmigten Sozialistenkundgebung zum Gedenken an den Justizpalastbrand sieben Jahre zuvor. „An der Spitze der Versammlung standen Liesinger Jugendliche mit roten Fahnen und haben gesungen: Unsterbliche Opfer, ihr sanket dahin.“ Während der Ansprache von Rosa Jochmann traten faschistische Schutzkorpsleute und Gendarmen aus dem Wald, die Gewehre im Anschlag. Der Revolutionäre Sozialist Richard Lehmann erhob die rote Fahne, es löste sich ein Schuss und er sank tödlich getroffen zu Boden, durch einen Herzschuss. Fröhlich war Lehmanns bester Freund, wollte die Fahne aufheben und wurde sogleich ebenfalls erschossen. Ihn traf ein Bauchschuss und er starb kurz danach. Ein dritter junger Liesinger, Karl Reitmayer, wurde durch einen Streifschuss am Hals und Bajonettstiche schwer verletzt und in das Krankenhaus Mödling gebracht. Über sein Schicksal bestehen unterschiedliche Angaben. Zum Zeitpunkt seines Todes war Fröhlich, wie auch Lehmann, bereits einige Zeit arbeitslos.
Am 18. Juli 1934 wurden Fröhlich und Lehmann auf dem Liesinger Friedhof zu Grabe getragen. „Die Gendarmerie zog um die Friedhofsmauer einen dichten Kordon und brachte vor dem Friedhofstor zwei Maschinengewehre in Stellung. Im Friedhof selbst standen hinter Grabsteinen und Gebüschen Gendarmen mit schussbereitem Karabiner.“ Die Erschießung von Fröhlich und Lehmann führte zu einer Radikalisierung zweier weiterer Gegner des Austrofaschismus:

„Diesen Mord an zwei Jugendfunktionären dürfen wir nicht tatenlos hinnehmen. Es gilt, zurück zu schlagen, Signale zu setzen, den Kampf gegen die faschistischen Mörder zu verschärfen, ihn härter, konsequenter als bisher zu führen“

Gerl und sein Freund Rudolf Anzböck verübten daraufhin am 20. Juli 1934 einen Sprengstoffanschlag auf eine Signalanlage der Donauuferbahn, der nur geringen Schaden verursachte. Auf der Flucht jedoch schoss Gerl auf den Polizisten Ferdinand Forster, der lebensgefährlich verletzt wurde. Gerl und Anzböck wurden bereits am 24. zum Tode verurteilt. Anzböck wurde begnadigt, Gerl hingegen am selben Abend am Würgegalgen gehängt. Forstner erlag am 10. August 1934 seinen schweren Verletzungen.

## Gedenken

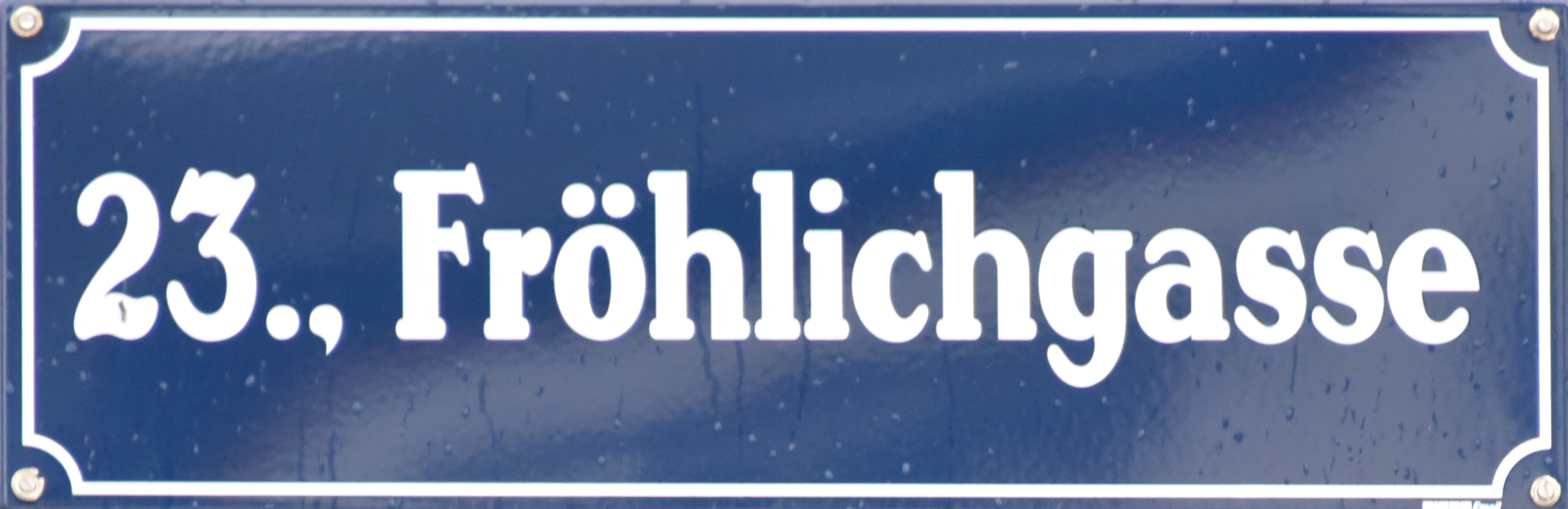
Straßenschild in Wien-Liesing

Fröhlichs Name ist auf einem Mahnmal für die Liesinger Freiheitskämpfer gegen Austrofaschismus und NS-Regime am Atzgersdorfer Friedhof  eingraviert. Am 7. Februar 1955 beschloss der Wiener Gemeinderatsausschuss für Kultur, die Liesingergasse in Wien XXIII zum Gedenken an Johann Fröhlich in Fröhlichgasse umzubenennen. Am 2. Oktober 2004 setzten die Freiheitskämpfer von Liesing und Mödling nahe dem Tatort einen Gedenkstein für Johann Fröhlich und Richard Lehmann.